# Alain Deloeuil
Alain Deloeuil (Marchiennes, 24 d'octubre del 1954) és un exciclista francès i actualment un dels directors esportius de l'equip Cofidis.

## Palmarès
- 1980
  - 1r al Gran Premi dels Marbrers
- 1983
  - 1r al Gran Premi dels Marbrers
- 1987
  - 1r al Gran Premi des Flandres françaises